# Les Mains qui tuent
Pour les articles homonymes, voir Phantom Lady.
Pour plus de détails, voir Fiche technique et Distribution.

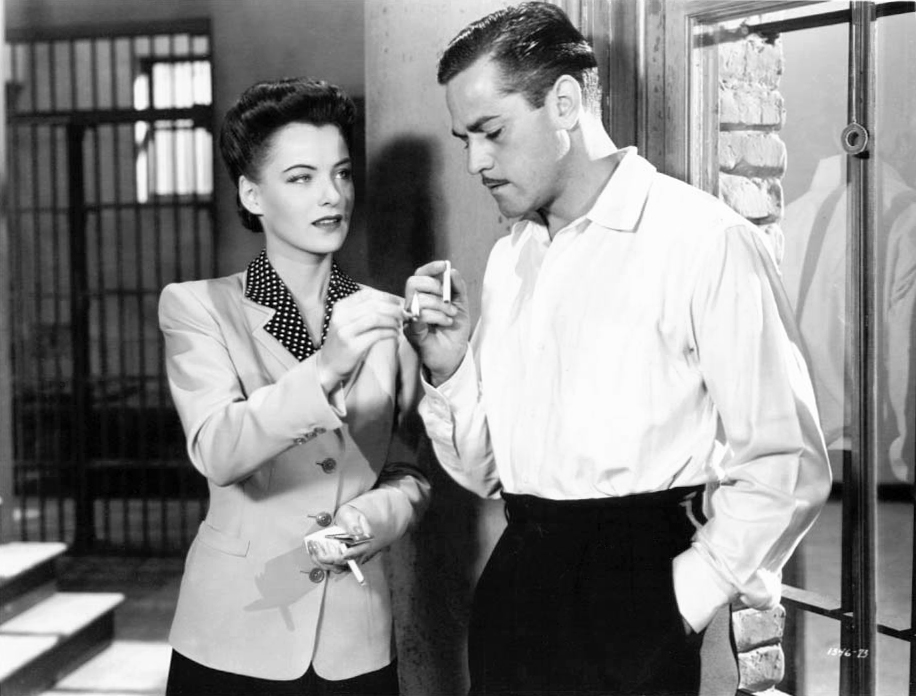
Ella Raines et Alan Curtis

Les Mains qui tuent ou La Femme fantôme, titre en Belgique (Phantom Lady) est un film américain, réalisé par Robert Siodmak, sorti le 28 janvier 1944 aux États-Unis et le 3 octobre 1946 en France.
Film noir, il est l'adaptation du roman éponyme de William Irish et le premier film produit par Joan Harrison, première femme productrice engagée par Universal et également ancienne secrétaire et scénariste d'Alfred Hitchcock.

## Synopsis
Après une dispute avec son épouse, Scott Henderson, séduisant ingénieur de 32 ans, quitte son domicile et, dans un bar, fait la connaissance d'une jeune femme. Elle accepte sa proposition de passer la soirée ensemble, à condition de ne pas divulguer son identité. 
À son retour chez lui, Scott Henderson est accueilli par trois policiers qui lui annoncent que sa femme a été étranglée avec l'une de ses cravates. L'enquête menée par la police ne permet pas de retrouver cette inconnue d'un soir et deux témoins affirment avoir vu Scott seul. 
Carol, sa secrétaire, secrètement amoureuse de lui et Burgess, l'un des inspecteurs, tous les deux convaincus de son innocence, décident de mener leur propre enquête.  
Les deux témoins meurent dans des circonstances étranges, le premier, Mac le barman, est victime d'un accident de la route et le second, Cliff, le batteur, est quant à lui étranglé.
Puis, le meilleur ami de Scott Henderson, le sculpteur Jack Marlowe, revient d'un voyage à l'étranger. Sans grande conviction, il se joint à Carol et Burgess afin de retrouver le coupable... 

## Fiche technique
- Titre : Les Mains qui tuent ou La Femme fantôme, titre en Belgique
- Titre original : Phantom Lady
- Réalisation : Robert Siodmak
- Scénario : Bernard C. Schoenfeld, d'après le roman Lady Fantôme de William Irish
- Production : Joan Harrison
- Société de production et de distribution : Universal Pictures
- Directeur de la photographie : Elwood Bredell
- Montage : Arthur Hilton
- Direction artistique : Robert Clatworthy et John B. Goodman
- Décors : Russell A. Gausman et Leigh Smith
- Costumes : Vera West
- Pays :  États-Unis
- Langue : anglais
- Genre : Film noir
- Durée : 87 minutes
- Format : Noir et blanc
- Dates de sortie : 
  - États-Unis : 28 janvier 1944
  - France : 3 octobre 1946
- Affiche : René Lefèbvre (France)

## Distribution
- Franchot Tone : Jack Marlow
- Ella Raines : Carol
- Alan Curtis : Scott Henderson
- Aurora Miranda : Aurora
- Thomas Gomez : inspecteur Burgess
- Fay Helm : Ann Terry
- Elisha Cook Jr. : Cliff Milburn
- Regis Toomey : détective Chewing Gum
- Milburn Stone : voix du procureur
- Doris Lloyd : Mme Kettisha
- Joseph Crehan : détective Tom

Et, parmi les acteurs non crédités :
- Cyril Delevanti : Claude
- Theresa Harris : La servante de Monteiro
- Jay Novello : Anselmo